# 始海牛屬
始海牛（學名：Eosiren）是已滅絕的儒艮科動物，生存於始新世的特提斯洋。
始海牛與現今的海牛相比仍保有第二和第三對門牙和犬齒的痕跡。

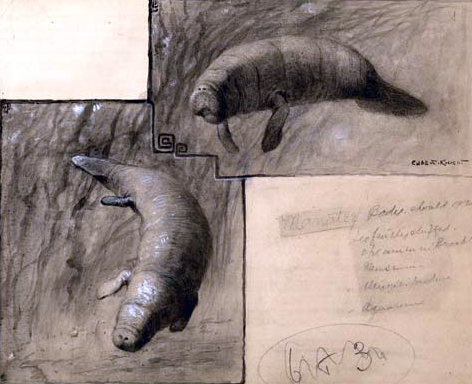
E. libyca 與 海牛

## 文獻
1. ↑  Andrews, C. W.  (PDF). Geological Magazine. 1902, 9 (7): 291  [2020-05-28]. doi:10.1017/S0016756800181178. （原始内容存档 (PDF)于2021-08-27）.